# Spazio di testa (chimica)

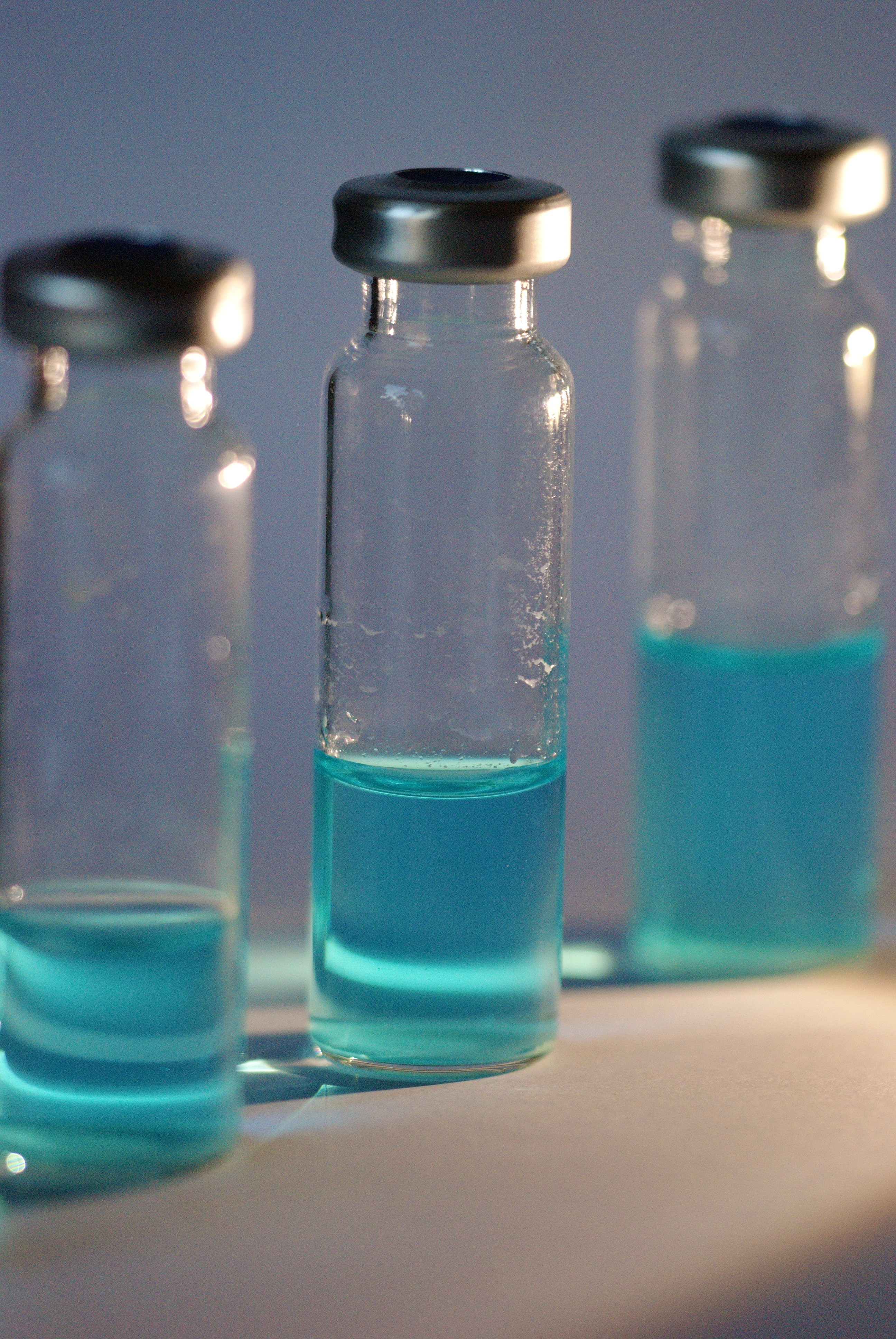
Contenitori per l'analisi in spazio di testa

La tecnologia dello spazio di testa è una tecnica sviluppata negli anni ottanta per l'analisi dei composti odorosi presenti nell'aria che circonda diversi oggetti.

## Applicazioni
Normalmente i campioni di interesse sono oggetti odoriferi come piante, fiori e cibo. Inoltre, tecniche simili sono usate anche per analizzare le fragranze di luoghi e ambienti come negozi di tè e segherie: dopo che i dati sono stati analizzati, le fragranze possono quindi essere ricreate da un profumiere.
Tra i primi pionieri di questa tecnologia c'è Roman Kaiser, che la usò per misurare e caratterizzare i profumi di foreste tropicali. La tecnologia della spazio di testa è stata ampiamente usata sin da allora per campionare in vivo lo spazio di testa dei fiori di una grande varietà di taxa e i loro composti aromatici, come i derivati degli acidi grassi (aldeidi, alcoli, chetoni), benzenoidi e isoprenoidi.

## Strumentazione
La tecnologia dello spazio di testa richiede dei contenitori che circondano gli oggetti di interesse e li sigillano ermeticamente. Dei gas inerti vengono fatti passare nello spazio che contiene l'oggetto o un vuoto viene formato in maniera tale che i composti odorosi siano rimossi dallo spazio di testa. Questi composti sono poi catturati (usando tecniche come solvent trap, materiali adsorbenti ecc.) e i campioni possono quindi essere analizzati usando tecniche strumentali come gascromatografia, spettrometria di massa o NMR del C13.